# Хабура
Хабура (слч. Habura) насељено је мјесто са административним статусом сеоске општине (слч. obec) у округу Медзилаборце, у Прешовском крају, Словачка Република.

## Становништво
| Година:    | 1994. | 2004.   | 2014.   | 2024.    |
| ---------- | ----- | ------- | ------- | -------- |
| Број људи: | 531   | 483     | 513     | 450      |
| Разлика:   |       | -9,03 % | +6,21 % | -12,28 % |

| Година:    | 2023. | 2024.   |
| ---------- | ----- | ------- |
| Број људи: | 462   | 450     |
| Разлика:   |       | -2,59 % |

Према подацима о броју становника из 2024. године насеље је имало 450 становника.